# Mooskirchen
Mooskirchen là một đô thị thuộc huyện Voitsberg thuộc bang Steiermark, nước Áo. Đô thị Mooskirchen có diện tích 17,94 km², dân số thời điểm cuối năm 2005 là 1960 người.